# Чемпионат России по воднолыжному спорту
Соревнования Чемпионат России по воднолыжному спорту проводятся Федерацией воднолыжного спорта России с 1992 года.

## Технический регламент проведения Чемпионатов России по воднолыжному спорту[1][2]
Чемпионат России по водным лыжам проводится в трех видах: слалом, фигурное катание, прыжки с трамплина. Зачет Чемпионата России идет в четырех дисциплинах: слалом, фигурное катание, прыжки с трамплина и многоборье. Чемпионат России проводится в два круга — основной и финальный круг. В финал соревнований проходит регламентированное правилами количество спортсменов, которое определяется от числа стартовавших в предварительном круге. Победитель в каждом виде определяется по результатам финального круга. Для определения победителя в многоборье берется лучший результат спортсмена из предварительного, либо финального круга в каждом виде. Для выступлений на Чемпионате России спортсмену необходим допуск. Он должен иметь спортивный разряд не ниже «КМС».
Слалом

Спортсмен выступает на одной лыже (слаломной). Необходимо пройти трассу слалома: войти во входные ворота, обогнуть шесть буев, выйти в выходные ворота. На Чемпионате России, в соответствии с Положением о соревнованиях, начальная скорость у женщин принята — 55 км/ч, у мужчин — 58км/ч (это максимально возможные скорости для данных групп), начальная длина буксировочного троса (фала) и у женщин, и у мужчин — 18,25 м (это максимально возможная длина фала). Если лыжник берет первую трассу, начинается укорочение фала. Укорочение происходит по следующей схеме: 18,25 — 16 — 14,25 — 13,0 — 12,0 — 11,25 — 10,75 — 10,25 — 9,75 — 9,50. Выступление лыжника происходит до первого пропущенного буя или пропущенных ворот. На взятие каждой трассы у лыжника есть только одна попытка.
В финале начальная скорость также составляет 55км/ч и 58км/ч у женщин и мужчин соответственно, однако, начальная длина фала составляет 16 м, что является более сложными условиями по отношению к предварительному кругу.
Фигурное катание

Спортсмен выступает либо на двух, либо на одной фигурной лыже. Фигуры, выполненные на одной лыже, стоят дороже, поэтому, в настоящее время, на крупных соревнованиях вы можете увидеть выступления спортсменов только на одной лыже. Спортсмен может выполнять фигуры либо держась за буксировочный трос (фал) руками, либо удерживая фал ногой. Фигуры с удержанием фала ногой сложнее и стоят дороже, поэтому сильнейшие спортсмены обязательно включают их в свои программы. Скорость катера на дистанции не регламентирована и спортсмен может выбирать ее по своему усмотрению.
У каждого спортсмена есть возможность проехать две полудистанции по 20 секунд. За это время он должен выполнить максимально количество фигур. Фигуры повторять нельзя. Каждая фигура имеет свою стоимость. Пять арбитров на берегу большинством голосов определяют можно ли засчитывать участнику каждую конкретную выполненную фигуру. Результат участника получается суммированием очков всех засчитанных фигур из двух полудистанций.
Прыжки с трамплина

Спортсмен выступает на двух прыжковых лыжах. Он выполняет прыжки с трамплина. У каждого спортсмена есть три попытки. В зачет идет результат лучшей попытки. Побеждает тот, кто прыгнет дальше. Никаких дополнительных балов за технику не начисляется. Для того, чтобы прыжок был засчитан, спортсмен после совершенного прыжка должен выехать в нормальной воднолыжной стойке (не на спине) на двух, либо на одной лыже за линию ворот, расположенных на расстоянии 100 м от трамплина. Допустимая высота трамплина может быть у женщин: 150-165 см, у мужчин — 150-165-180 см. Спортсмен выбирает ее самостоятельно и должен указать до начал соревнований. Максимальная скорость катера у женщин — 54км/ч, у мужчин — 57км/ч. По желанию лыжника возможно использование и других скоростей (57 — 54 — 51 — 48 — 45 — 42…), однако, на Чемпионате России это происходит редко.
Многоборье

Это — четвертая дисциплина. Зачет идет по сумме очков, набранных спортсменом в лучшем из кругов каждого из трех видов. Очки многоборья подсчитывается автоматически после завершения выступлений. Зачет в многоборье получают только те участники, которые стартовали во всех трех видах.

## Результаты призеров Чемпионатов России по воднолыжному спорту 1992—2021
| Дата                | Место провед-я                       | Место   | Женщины                                       | Женщины                            | Женщины                                | Женщины                                | Мужчины                                      | Мужчины                             | Мужчины                                      | Мужчины                               |
| Дата                | Место провед-я                       | Место   | Слалом                                        | Фигурное катание                   | Прыжки с трмплина                      | Многоборье                             | Слалом                                       | Фигурное катание                    | Прыжки с трамплина                           | Многоборье                            |
| ------------------- | ------------------------------------ | ------- | --------------------------------------------- | ---------------------------------- | -------------------------------------- | -------------------------------------- | -------------------------------------------- | ----------------------------------- | -------------------------------------------- | ------------------------------------- |
| 1992 14-17 августа  | г. Дубна в/л стадион                 | 1 место | Румянцева Наталья г. Дубна 2.00/55/11.25      | Румянцева Наталья г. Дубна 7890    | не проводилось погибла Наталья Иванова | не проводилось погибла Наталья Иванова | Понакушин Олег г. Рыбинск 3.50/58/13.00      | Корнев Станислав г. Дубна 8370      | Курганов Сергей г. Саратов 42.7              | Понакушин Олег г. Рыбинск 1757.3      |
| 1992 14-17 августа  | г. Дубна в/л стадион                 | 2 место | Губаренко Ольга г. Москва 4.00/55/12.00       | Иванова Наталья г. Дубна 7310      | не проводилось погибла Наталья Иванова | не проводилось погибла Наталья Иванова | Корнев Станислав г. Дубна 2.5/58/13.00       | Шаталин Алексей г. Москва 6390      | Косолапов Михаил г. Саратов 38.6             | Курганов Сергей г. Саратов 1737.8     |
| 1992 14-17 августа  | г. Дубна в/л стадион                 | 3 место | Анисимова Наталья г. Дубна 3.00/55/12.00      | Самаркина Людмила г. Дубна 6570    | не проводилось погибла Наталья Иванова | не проводилось погибла Наталья Иванова | Рянзин Владимир г. Москва 2.00/58/13.00      | Понакушин Олег г. Рыбинск 5830      | Чесноков Дмитрий г. Верх-Нейвинск 38.1       | Панкратов Владимир г. Балаково 1642.3 |
| 1993 15-18 июля     | г. Балаково                          | 1 место | Губаренко Ольга г. Москва 2.25/55/12.00       | Ефремова Жанна г. Дубна 3650       | Губаренко Ольга г. Москва 35.3         | Самаркина Людмила г. Дубна 2230.9      | Корнев Станислав г. Дубна 1.50/58/12.00      | Корнев Станислав г. Дубна 7060      | Курганов Сергей г. Саратов 43.2              | Корнев Станислав г. Дубна 2077.0      |
| 1993 15-18 июля     | г. Балаково                          | 2 место | Матюхина Екатерина г. Москва 3.00/55/13.00    | Губаренко Ольга г. Москва 3630     | Кашицина Ольга г. Москва 34.5          | Губаренко Ольга г. Москва 2203.8       | Александров Алексей г. Москва 5.00/58/14.25  | Понакушин Олег г. Рыбинск 6380      | Корнев Станислав г. Дубна 39.1               | Понакушин Олег г. Рыбинск 1778.0      |
| 1993 15-18 июля     | г. Балаково                          | 3 место | Кашицина Ольга г. Москва 2.00/55/13.00        | Кашицина Ольга г. Москва 3260      | Самаркина Людмила г. Дубна 30.4        | Кашицина Ольга г. Москва 2106.4        | Понакушин Олег г. Рыбинск 3.50/58/14.25      | Мухин Алексей г. Рыбинск 3700       | Косолапов Михаил г. Саратов 38.3             | Курганов Сергей г. Саратов 1574.0     |
| 1994 24-26 августа  | г. Балаково                          | 1 место | Ефремова Жанна г. Дубна 3.00/55/13.00         | Румянцева Наталья г. Дубна 7930    | Губаренко Ольга г. Москва 39,4         | Румянцева Наталья г. Дубна 2687,3      | Мистрюков Александр г. Москва 3.50/58/13.00  | Корнев Станислав г. Дубна 7780      | Корнев Станислав г. Дубна 44,5               | Корнев Станислав г. Дубна 2131,2      |
| 1994 24-26 августа  | г. Балаково                          | 2 место | Румянцева Наталья г. Дубна 2.50/55/13.00      | Губаренко Ольга г. Москва 5760     | Ефремова Жанна г. Дубна 35,8           | Губаренко Ольга г. Москва 2517,3       | Понакушин Олег г. Рыбинск 4.50/58/14.25      | Алентьев Андрей г. Москва 7180      | Курганов Сергей г. Саратов 41,6              | Мистрюков Александр г. Москва 1961,8  |
| 1994 24-26 августа  | г. Балаково                          | 3 место | Анисимова Наталья г. Дубна 2.00/55/13.00      | Кудрявцева Анна г. Рыбинск 5510    | Чуракова Татьяна г. Рыбинск 32,2       | Ефремова Жанна г. Дубна 2455,2         | Корнев Станислав г. Дубна 3.00/58/14.25      | Мистрюков Александр г. Москва 5780  | Мистрюков Александр г. Москва 40,3           | Курганов Сергей г. Саратов 1744,0     |
| 1995 09-14 августа  | г. Москва карьер Крылатское          | 1 место | Анисимова Наталья г. Дубна 1.25/55/12.00      | Румянцева Наталья г. Дубна 6460    | Румянцева Наталья г. Дубна 36.7        | Румянцева Наталья г. Дубна 2391.3      | Глазунов Андрей г. Саратов 2.25/58/14.25     | Глазунов Андрей г. Саратов 5180     | Корнев Станислав г. Дубна 47.2               | Глазунов Андрей г. Саратов 1290.8     |
| 1995 09-14 августа  | г. Москва карьер Крылатское          | 2 место | Румянцева Наталья г. Дубна 5.25/55/13.00      | Ефремова Жанна г. Дубна 4750       | Ефремова Жанна г. Дубна 34.3           | Ефремова Жанна г. Дубна 2038.1         | Громов Иван г. Балаково 4.00/58/16.00        | Панкратов Владимир г. Балаково 3360 | Макухин Роман г. Балаково 33.8               | Панкратов Владимир г. Балаково 1260.3 |
| 1995 09-14 августа  | г. Москва карьер Крылатское          | 3 место | Ефремова Жанна г. Дубна 3.00/55/13.00         | Анисимова Наталья г. Дубна 4000    | Анисимова Наталья г. Дубна 28.4        | Анисимова Наталья г. Дубна 1925.8      | Панкратов Владимир г. Балаково 3.50/58/16.00 | Макухин Роман г. Балаково 2270      | Панкратов Владимир г. Балаково 32.8          | Макухин Роман г. Балаково 857.6       |
| 1996 13-18 августа  | г. Балаково                          | 1 место | Ефремова Жанна г. Дубна 2.00/55/12.00         | Румянцева Наталья г. Дубна 7240    | Губаренко Ольга г. Москва 36.3         | Румянцева Наталья г. Дубна 2533.4      | Громов Иван г. Балаково 5.00/58/13.00        | Алентьев Андрей г. Москва 7360      | Курганов Сергей г. Саратов 43.6              | Алентьев Андрей г. Москва 1551.0      |
| 1996 13-18 августа  | г. Балаково                          | 2 место | Анисимова Наталья г. Дубна 1.50/55/12.00      | Ефремова Жанна г. Дубна 6250       | Кашицина Ольга г. Москва 35.5          | Ефремова Жанна г. Дубна 2441.3         | Морозов Игорь г. Москва 5.00/58/14.25        | Мухин Алексей г. Рыбинск 5370       | Власов Святослав г. Москва 40.2              | Александров Алексей г. Москва 1395.4  |
| 1996 13-18 августа  | г. Балаково                          | 3 место | Румянцева Наталья г. Дубна 5.50/55/13.00      | Губаренко Ольга г. Москва 5460     | Чуракова Татьяна г. Рыбинск 35.0       | Кашицина Ольга г. Москва 2323.6        | Власов Святослав г. Москва 4.00/58/14.25     | Александров Алексей г. Москва 4820  | Макухин Роман г. Балаково 39.6               | Мухин Алексей г. Рыбинск 1353.0       |
| 1997 13-18 августа  | г. Балаково                          | 1 место | Губаренко Ольга г. Москва 2.00/55/12.00       | Румянцева Наталья г. Дубна 7010    | Губаренко Ольга г. Москва 37.7         | Губаренко Ольга г. Москва 2402.4       | Мистрюков Александр г. Москва 1.00/58/11.25  | Корнев Станислав г. Дубна 7770      | Корнев Станислав г. Дубна 47.2               | Корнев Станислав г. Дубна 1913.5      |
| 1997 13-18 августа  | г. Балаково                          | 2 место | Румянцева Наталья г. Дубна 3.00/55/13.00      | Ефремова Жанна г. Дубна 6150       | Ефремова Жанна г. Дубна 35.5           | Румянцева Наталья г. Дубна 2300.6      | Корнев Станислав г. Дубна 5.50/58/13.00      | Алентьев Андрей г. Москва 7100      | Рянзин Владимир г. Москва 44.1               | Мистрюков Александр г. Москва 1461.6  |
| 1997 13-18 августа  | г. Балаково                          | 3 место | Ефремова Жанна г. Дубна 3.00/55/13.00         | Губаренко Ольга г. Москва 5830     | Акинчева Екатерина г. Москва 33.0      | Ефремова Жанна г. Дубна 2278.8         | Александров Алексей г. Москва 4.50/58/13.00  | Мухин Алексей г. Рыбинск 5720       | Макухин Роман г. Балаково 40.2               | Алентьев Андрей г. Москва 1460.2      |
| 1998 21-23 августа  | г. Москва Строгино в/л клуб «Альфа»  | 1 место | Анисимова Наталья г. Дубна 5.00/55/13.00      | Румянцева Наталья г. Дубна 6270    | Ефремова Жанна г. Дубна 35.6           | Ефремова Жанна г. Дубна 2297.6         | Корнев Станислав г. Дубна 3.00/58/13.00      | Шальнов Сергей г. Рыбинск 7600      | Корнев Станислав г. Дубна 46.4               | Корнев Станислав г. Дубна 1862.0      |
| 1998 21-23 августа  | г. Москва Строгино в/л клуб «Альфа»  | 2 место | Ефремова Жанна г. Дубна 4.50/55/13.00         | Ефремова Жанна г. Дубна 6150       | Чуракова Татьяна г. Рыбинск 35.5       | Кашицина Ольга г. Москва 2254.6        | Шальнов Сергей г. Рыбинск 3.00/58/13.00      | Алентьев Андрей г. Москва 7250      | Рянзин Владимир г. Москва 43.2               | Шальнов Сергей г. Рыбинск 1677.5      |
| 1998 21-23 августа  | г. Москва Строгино в/л клуб «Альфа»  | 3 место | Кашицина Ольга г. Москва 3.50/55/13.00        | Кашицина Ольга г. Москва 6100      | Кашицина Ольга г. Москва 35.4          | Чуракова Татьяна г. Рыбинск 2155.7     | Громов Иван г. Балаково 5.00/58/14.25        | Корнев Станислав г. Дубна 6830      | Курганов Сергей г. Саратов 43.1              | Алентьев Андрей г. Москва 1327.3      |
| 1999 30-01 августа  | г. Москва Строгино в/л клуб «Альфа»  | 1 место | Анисимова Наталья г. Дубна 2.25/55/12.00      | Румянцева Наталья г. Дубна 6090    | Кашицина Ольга г. Москва 38,7          | Кашицина Ольга г. Москва 1925,90       | Мистрюков Александр г. Москва 0.50/58/11.25  | Алентьев Андрей г. Москва 7360      | Корнев Станислав г. Дубна 48,5               | Корнев Станислав г. Дубна 1715,68     |
| 1999 30-01 августа  | г. Москва Строгино в/л клуб «Альфа»  | 2 место | Румянцева Наталья г. Дубна 1.00/55/12.00      | Кашицина Ольга г. Москва 5600      | Чуракова Татьяна г. Рыбинск 34,5       | Чуракова Татьяна г. Рыбинск 1700,75    | Корнев Станислав г. Дубна 3.00/58/12.00      | Мухин Алексей г. Рыбинск 5600       | Рянзин Владимир г. Москва 45,4               | Рянзин Владимир г. Москва 1410,23     |
| 1999 30-01 августа  | г. Москва Строгино в/л клуб «Альфа»  | 3 место | Кашицина Ольга г. Москва 0.50/55/12.00        | Чуракова Татьяна г. Рыбинск 5530   | Панова Александра г. Москва 34,4       | Акинчева Екатерина г. Москва 1558,50   | Александров Алексей г. Москва 2.25/58/12.00  | Корнев Станислав г. Дубна 5510      | Курганов Сергей г. Саратов 45,3              | Курганов Cергей г. Саратов 1296,70    |
| 2000 25-27 августа  | г. Москва Строгино в/л клуб «Альфа»  | 1 место | Кашицина Ольга г. Москва 1.00/55/12.00        | Кашицина Ольга г. Москва 6610      | Кашицина Ольга г. Москва 46,9          | Кашицина Ольга г. Москва 2456,96       | Мистрюков Александр г. Москва 3.00/58/11.25  | Корнев Станислав г. Дубна 7510      | Морозов Игорь г. Москва 54,1                 | Корнев Станислав г. Дубна 1900,02     |
| 2000 25-27 августа  | г. Москва Строгино в/л клуб «Альфа»  | 2 место | Панова Александра г. Москва 3.00/55/13.00     | Канайкина Татьяна г. Москва 5280   | Панова Александра г. Москва 44,3       | Акинчева Екатерина г. Москва 2077,07   | Корнев Станислав г. Дубна 3.00/58/12.00      | Глазунов Андрей г. Саратов 6390     | Рянзин Владимир г. Москва 50,4               | Морозов Игорь г. Москва 1500,12       |
| 2000 25-27 августа  | г. Москва Строгино в/л клуб «Альфа»  | 3 место | Аникутина Наталья г. Балаково 0.50/55/13.00   | Акинчева Екатерина г. Москва 4900  | Акинчева Екатерина г. Москва 44.0      | Панова Александра г. Москва 1911,98    | Морозов Игорь г. Москва 2.25/58/12.00        | Шальнов Сергей г. Рыбинск 5960      | Филин Сергей г. Москва 49,3                  | Рянзин Владимир г. Москва 1471,58     |
| 2001 20-22 июля     | г. Москва Строгино в/л клуб «Альфа»  | 1 место | Анисимова Наталья г. Дубна 4.50/55/12.00      | Кашицина Ольга г. Москва 6740      | Кашицина Ольга г. Москва 47.2          | Кашицина Ольга г. Москва 2286.63       | Мистрюков Александр г. Москва 2.00/58/11.25  | Корнев Станислав г. Дубна 7130      | Морозов Игорь г. Москва 49.2                 | Корнев Станислав г. Дубна 1824.08     |
| 2001 20-22 июля     | г. Москва Строгино в/л клуб «Альфа»  | 2 место | Кашицина Ольга г. Москва 2.00/55/12.00        | Аникутина Наталья г. Балаково 4620 | Акинчева Екатерина г. Москва 41.2      | Акинчева Екатерина г. Москва 1907.73   | Морозов Игорь г. Москва 1.50/58/11.25        | Шальнов Сергей г. Рыбинск 5610      | Рянзин Владимир г. Москва 48.9               | Рянзин Владимир г. Москва 1621.89     |
| 2001 20-22 июля     | г. Москва Строгино в/л клуб «Альфа»  | 3 место | Акинчева Екатерина г. Москва 3.00/55/13.00    | Зинкова Алена г. Балаково 4370     | Панова Александра г. Москва 39.3       | Панова Александра г. Москва 1788.11    | Корнев Станислав г. Дубна 1.50/58/12.00      | Добродеев Александр г. Дубна 4820   | Корнев Станислав г. Дубна 48.4               | Алентьев Андрей г. Москва 1516.19     |
| 2002 19-21 июля     | г. Москва Строгино в/л клуб «Альфа»  | 1 место | Анисимова Наталья г. Дубна 5.00/55/12.00      | Кашицина Ольга г. Москва 6550      | Кашицина Ольга г. Москва 47.9          | Кашицина Ольга г. Москва 2383.03       | Морозов Игорь г. Москва 5.00/58/12.00        | Корнев Станислав г. Дубна 8060      | Рянзин Владимир г. Москва 54.3               | Корнев Станислав г. Дубна 1627.05     |
| 2002 19-21 июля     | г. Москва Строгино в/л клуб «Альфа»  | 2 место | Кашицина Ольга г. Москва 2.25/55/12.00        | Зинкова Алена г. Балаково 5100     | Панова Александра г. Москва 42.0       | Панова Александра г. Москва 1767.13    | Корнев Станислав г. Дубна 4.50/58/12.00      | Алентьев Андрей г. Москва 7010      | Морозов Игорь г. Москва 52.2                 | Рянзин Владимир г. Москва 1597.27     |
| 2002 19-21 июля     | г. Москва Строгино в/л клуб «Альфа»  | 3 место | Губаренко Ольга г. Москва 2.00/55/12.00       | Аникутина Наталья г. Балаково 4960 | Аникутина Наталья г. Балаково 42.00    | Аникутина Наталья г. Балаково 1667.25  | Шальнов Сергей г. Рыбинск 3.00/58/13.00      | Рянзин Владимир г. Москва 5150      | Корнев Станислав г. Дубна 49.1               | Морозов Игорь г. Москва 1575.98       |
| 2003 25-27 июля     | г. Москва Строгино в/л клуб «Альфа»  | 1 место | Кашицина Ольга г. Москва 5.00/55/12.00        | Чуракова Татьяна г. Рыбинск 5830   | Кашицина Ольга г. Москва 47.7          | Кашицина Ольга г. Москва 2425.41       | Морозов Игорь г. Москва 1.00/58/11.25        | Корнев Станислав г. Дубна 7630      | Морозов Игорь г. Москва 57.0                 | Корнев Станислав г. Дубна 1867.60     |
| 2003 25-27 июля     | г. Москва Строгино в/л клуб «Альфа»  | 2 место | Анисимова Наталья г. Дубна 3.50/55/12.00      | Акинчева Екатерина г. Москва 5530  | Гибинска Александра г. Москва 42.2     | Акинчева Екатерина г. Москва 2089.30   | Корнев Станислав г. Дубна 5.00/58/12.00      | Алентьев Андрей г. Москва 6060      | Рянзин Владимир г. Москва 53.6               | Морозов Игорь г. Москва 1692.86       |
| 2003 25-27 июля     | г. Москва Строгино в/л клуб «Альфа»  | 3 место | Гибинска Александра г. Москва 3.50/55/12.00   | Зинкова Алена г. Балаково 4500     | Акинчева Екатерина г. Москва 40.3      | Гибинска Александра г. Москва 1989.63  | Мистрюков Александр г. Москва 4.50/58/12.00  | Добродеев Александр г. Дубна 5570   | Корнев Станислав г. Дубна 45.9               | Рянзин Владимир г. Москва 1612..57    |
| 2004 13-14 августа  | г. Москва Строгино в/л клуб «Альфа»  | 1 место | Кашицина Людмила г. Москва 2.00/55/12.00      | Чуракова Татьяна г. Рыбинск 5600   | Гибинска Александра г. Москва 42,8     | Кашицина Ольга г. Москва 2119.43       | Мистрюков Александр г. Москва 2.00/58/11.25  | Алентьев Андрей г. Москва 6440      | Морозов Игорь г. Москва 53,8(t break 54,8)   | Рянзин Владимир г. Москва 1771.36     |
| 2004 13-14 августа  | г. Москва Строгино в/л клуб «Альфа»  | 2 место | Комарова Ксения г. Москва 5.00/55/13.00       | Кашицина Ольга г. Москва 5430      | Кашицина Ольга г. Москва 42,3          | Гибинска Александра г. Москва 1909.14  | Морозов Игорь г. Москва 2,50/58/12.00        | Ветров Дмитрий г. Дубна 5660        | Рянзин Владимир г. Москва 53,8(t break 53,6) | Морозов Игорь г. Москва 1675.47       |
| 2004 13-14 августа  | г. Москва Строгино в/л клуб «Альфа»  | 3 место | Кашицина Ольга г. Москва 2.50/55/13.00        | Акинчева Екатерина г. Москва 5110  | Кашицина Людмила г. Москва 35,8        | Кашицина Людмила г. Москва 1728,21     | Камышенко Сергей г. Москва 5.00/58/13.00     | Рянзин Владимир г. Москва 5630      | Четверухин Сергей г. Екатеринбург 44,2       | Мухин Алексей г. Рыбинск 1133.39      |
| 2005 22-24 июля     | г. Москва Строгино в/л клуб «Альфа»  | 1 место | Комарова Ксения г. Москва 5.00/55/12.00       | Кашицина Ольга г. Москва 6920      | Кашицина Ольга г. Москва 44,8          | Кашицина Ольга г. Москва 2405.04       | Морозов Игорь г. Москва 1.50/58/11.25        | Алентьев Андрей г. Москва 6690      | Морозов Игорь г. Москва 57,1                 | Рянзин Владимир г. Москва 1884.95     |
| 2005 22-24 июля     | г. Москва Строгино в/л клуб «Альфа»  | 2 место | Гибинска Александра г. Москва 3.00/55/12.00   | Чуракова Татьяна г. Рыбинск 5900   | Гибинска Александра г. Москва 42,2     | Гибинска Александра г. Москва 1863.08  | Мистрюков Александр г. Москва 5.00/58/12.00  | Ветров Дмитрий г. Дубна 6310        | Рянзин Владимир г. Москва 56,5               | Морозов Игорь г. Москва 1722.60       |
| 2005 22-24 июля     | г. Москва Строгино в/л клуб «Альфа»  | 3 место | Кашицина Ольга г. Москва 2.50/55/12.00        | Зинкова Алена г. Балаково 4910     | Чуракова Татьяна г. Рыбинск 26.9       | Чуракова Татьяна г. Рыбинск 1641.44    | Рянзин Владимир г. Москва 2.00/58/12.00      | Мухин Алексей г. Рыбинск 5650       | Камышенко Сергей г. Москва 46.1              | Камышенко Сергей г. Москва 1558.91    |
| 2006 25-27 августа  | г. Москва Строгино ДЮВЦ им. Гагарина | 1 место | Кашицина Ольга г. Москва 0.50/55/11.25        | Чуракова Татьяна г. Рыбинск 6520   | Кашицина Ольга г. Москва 44,2          | Кашицина Ольга г. Москва 2355.74       | Морозов Игорь г. Москва 3.00/58/11.25        | Ветров Дмитрий г. Дубна 6280        | Рянзин Владимир г. Москва 55.1               | Камышенко Сергей г. Москва 1609.94    |
| 2006 25-27 августа  | г. Москва Строгино ДЮВЦ им. Гагарина | 2 место | Кашицина Людмила г. Москва 4.50/55/12.00      | Кашицина Ольга г. Москва 6080      | Соколова Ольга г. Москва 29,6          | Соколова Ольга г. Москва 955.56        | Мистрюков Александр г. Москва 2.00/58/11.25  | Рянзин Владимир г. Москва 5560      | Камышенко Сергей г. Москва 47.7              | Рянзин Владимир г. Москва 1607,87     |
| 2006 25-27 августа  | г. Москва Строгино ДЮВЦ им. Гагарина | 3 место | Комарова Ксения г. Москва 3.00/55/12.00       | Зинкова Алена г. Балаково 5400     | Малышева Анна г. Екатеринбург 28.2     | Наумова Ксения г. Москва 711,14        | Камышенко Сергей г. Москва 4.00/58/12.00     | Сухотин Дмитрий г. Москва 5550      | Мусальников Михаил г. Екатеринбург 43.4      | Сухотин Дмитрий г. Москва 1313,72     |
| 2007 03-05 августа  | г. Дубна в/л стадион                 | 1 место | Комарова Ксения г. Москва 3.00/55/13.00       | Кашицина Ольга г. Москва 6380      | Кашицина Ольга г. Москва 44,5          | Кашицина Ольга г. Москва 2134.26       | Мистрюков Александр г. Москва 2.50/58/12.00  | Алентьев Андрей г. Москва 6080      | Рянзин Владимир г. Москва 56.6               | Морозов Игорь г. Москва 1561.47       |
| 2007 03-05 августа  | г. Дубна в/л стадион                 | 2 место | Кашицина Людмила г. Москва 3.00/55/13.00      | Чуракова Татьяна г. Рыбинск 5910   | Авдонина Ольга г. Балаково 30,3        | Бузина Анна г. Москва 1445.57          | Морозов Игорь г. Москва 2.50/58/12.00        | Николаев Антон г. Рыбинск 5690      | Морозов Игорь г. Москва 55,8                 | Рянзин Владимир г. Москва 1529,26     |
| 2007 03-05 августа  | г. Дубна в/л стадион                 | 3 место | Кашицина Ольга г. Москва 3.00/55/13.00        | Травкина Ольга г. Дубна 5740       | Малышева Анна г. Екатеринбург 29,0     | Соколова Ольга г. Москва 833,02        | Камышенко Сергей г. Москва 3.50/58/13.00     | Мухин Алексей г. Рыбинск 5110       | Камышенко Сергей г. Москва 50.9              | Камышенко Сергей г. Москва 1428.42    |
| 2008 01-03 августа  | г. Ек-бург                           | 1 место | Кашицина Людмила г. Москва 2.00/55/12.00      | Чуракова Татьяна г. Рыбинск 5930   | Кашицина Ольга г. Москва 47,2          | Кашицина Ольга г. Москва 2252.12       | Мистрюков Александр г. Москва 1.00/58/11.25  | Алентьев Андрей г. Москва 5950      | Камышенко Сергей г. Москва 60.1              | Камышенко Сергей г. Москва 1721.65    |
| 2008 01-03 августа  | г. Ек-бург                           | 2 место | Комарова Ксения г. Москва 1.00/55/12.00       | Кашицина Ольга г. Москва 5750      | Авдонина Ольга г. Балаково 33,3        | Наумова Ксения г. Москва 948,18        | Камышенко Сергей г. Москва 0.50/58/11.25     | Мухин Алексей г. Рыбинск 5130       | Рянзин Владимир г. Москва 58.7               | Рянзин Владимир г. Москва 1673,28     |
| 2008 01-03 августа  | г. Ек-бург                           | 3 место | Кашицина Ольга г. Москва `.00/55/12.00        | Синицина Елена г. Рыбинск 3810     | Малышева Анна г. Екатеринбург 33.2     | Малышева Анна г. Екатеринбург 590.33   | Рянзин Владимир г. Москва 2.00/58/13.00      | Феоктистов Вадим г. Рыбинск 5090    | Сухотин Дмитрий г. Москва 48,1               | Сухотин Дмитрий г. Москва 1180,90     |
| 2009 17-19 августа  | г. Дубна в/л стадион                 | 1 место | Кашицина Людмила г. Москва 4.00/55/12.00      | Чуракова Татьяна г. Москва 7420    | Кашицина Ольга г. Москва 46.8          | Кашицина Ольга г. Москва 2495.31       | Мистрюков Александр г. Москва 2.00/58/11.25  | Алентьев Андрей г. Москва 6320      | Морозов Игорь г. Москва 60.7                 | Рянзин Владимир г. Москва 2099.99     |
| 2009 17-19 августа  | г. Дубна в/л стадион                 | 2 место | Комарова Ксения г. Москва 3.00/55/12.00       | Кашицина Ольга г. Москва 6880      | Сергеева Карина г. Рыбинск 37.2        | Сергеева Карина г. Рыбинск 2125.96     | Камышенко Сергей г. Москва 2.00/58/11.25     | Мухин Алексей г. Москва 5750        | Рянзин Владимир г. Москва 60.2               | Камышенко Сергей г. Москва 2029.51    |
| 2009 17-19 августа  | г. Дубна в/л стадион                 | 3 место | Губаренко Ольга г. Москва 1.00/55/12.00       | Сергеева Карина г. Рыбинск 6480    | Бузина Анна г. Москва 28.7             | Бузина Анна г. Москва 1607.05          | Морозов Игорь г. Москва 2.50/58/12.00        | Понакушин Иван г. Рыбинск 4890      | Камышенко Сергей г. Москва 54.3              | Сухотин Дмитрий г. Москва 1907.31     |
| 2010 06-08 августа  | г. Дубна в/л стадион                 | 1 место | Комарова Ксения г. Москва 4.00/55/12.00       | Чуракова Татьяна г. Москва 7630    | Сергеева Карина г. Рыбинск 36.3        | Сергеева Карина г. Рыбинск 2178.82     | Камышенко Сергей г. Москва 5.00/58/12.00     | Алентьев Андрей г. Москва 6650      | Морозов Игорь г. Москва 62.3                 | Рянзин Владимир г. Москва 2096.83     |
| 2010 06-08 августа  | г. Дубна в/л стадион                 | 2 место | Губаренко Ольга г. Москва 3.00/55/12.00       | Сергеева Карина г. Рыбинск 7010    | Комарова Ксения г. Москва 35.8         | Бузина Анна г. Москва 1763.49          | Мистрюков Александр г. Москва 5.00/58/12.00  | Феоктистов Вадим г. Рыбинск 6020    | Рянзин Владимир г. Москва 59.8               | Сухотин Дмитрий г. Москва 1806.39     |
| 2010 06-08 августа  | г. Дубна в/л стадион                 | 3 место | Шевкунова Алиса г. Москва 3.00/55/12.00       | Одинцова Анна г. Дубна 4890        | Бузина Анна г. Москва 29.8             | Одинцова Анна г. Дубна 989.40          | Морозов Игорь г. Москва 4.50/58/12.00        | Михайлов Максим г. Дубна 5740       | Мусальников Михаил г. Екатеринбург 46.1      | Морозов Игорь г. Москва 1767.32       |
| 2011 05-07 августа  | г. Москва Строгино ДЮВЦ им. Гагарина | 1 место | Кашицина Людмила г. Москва 1.50/55/11.25      | Чуракова Татьяна г. Москва 6990    | Кашицина Ольга г. Москва 42.8          | Кашицина Ольга г. Москва 2288.06       | Мистрюков Александр г. Москва 2.00/58/11.25  | Михайлов Максим г. Дубна 6050       | Рянзин Владимир г. Москва 54.7               | Рянзин Владимир г. Москва 2017.13     |
| 2011 05-07 августа  | г. Москва Строгино ДЮВЦ им. Гагарина | 2 место | Шевкунова Алиса г. Москва 2.00/55/12.00       | Сергеева Карина г. Рыбинск 6350    | Сергеева Карина г. Рыбинск 33.00       | Сергеева Карина г. Рыбинск 2084.58     | Камышенко Сергей г. Москва 3.00/58/12.00     | Сухотин Дмитрий г. Москва 5990      | Сухотин Дмитрий г. Москва 43.2               | Сухотин Дмитрий г. Москва 1855.48     |
| 2011 05-07 августа  | г. Москва Строгино ДЮВЦ им. Гагарина | 3 место | Губаренко Ольга г. Москва 3.00/55/13.00       | Кашицина Ольга г. Москва 5560      | Менщикова Дарья г. Екатеринбург 23,5   | нет зачета                             | Рянзин Владимир г. Москва 1.50/58/12.00      | Рянзин Владимир г. Москва 5560      | Михайлов Максим г. Дубна 40.7                | Михайлов Максим г. Дубна 1647.39      |
| 2012 31-02 сентября | д. Брехово Моск.обл. в/л клуб «Вега» | 1 место | Кашицина Людмила г. Москва 0.50/55/11.25      | Чуракова Татьяна г. Москва 7500    | Кашицина Ольга г. Москва 47.1          | Кашицина Ольга г. Москва 2177.44       | Морозов Игорь г. Москва 3.00/58/11.25        | Рянзин Владимир г. Москва 5430      | Морозов Игорь г. Москва 64.1                 | Рянзин Владимир г. Москва 1945.28     |
| 2012 31-02 сентября | д. Брехово Моск.обл. в/л клуб «Вега» | 2 место | Шевкунова Алиса г. Москва 5.00/55/12.00       | Сергеева Карина г. Рыбинск 6500    | Гибинска Александра г. Москва 42.0     | Сергеева Карина г. Рыбинск 1719.01     | Рянзин Владимир г. Москва 0.50/58/12.00      | Михайлов Максим г. Дубна 5200       | Рянзин Владимир г. Москва 61.8               | Николаев Антон г. Рыбинск 1073.09     |
| 2012 31-02 сентября | д. Брехово Моск.обл. в/л клуб «Вега» | 3 место | Комарова Ксения г. Москва 3.00/55/12.00       | Кашицина Ольга г. Москва 5370      | Малышева Анна г. Екатеринбург 33,4     | Гибинска Александра г. Москва 1056,18  | Трушечкин Андрей г. Саратов 3.50/58/13.00    | Васильев Вадим г. Москва 4550       | Михайлов Максим г. Дубна 47.2                | Трушечкин Андрей г. Саратов 1069.24   |
| 2013 16-18 августа  | д. Брехово Моск.обл. в/л клуб «Вега» | 1 место | Кашицина Людмила г. Москва 4.00/55/11.25      | Чуракова Татьяна г. Москва 7010    | Кашицина Ольга г. Москва 43.8          | Кашицина Ольга г. Москва 2062.84       | Мистрюков Александр г. Москва 3.00/58/11.25  | Михайлов Максим г. Дубна 6720       | Рянзин Владимир г. Москва 64.1               | Рянзин Владимир г. Москва 1770.14     |
| 2013 16-18 августа  | д. Брехово Моск.обл. в/л клуб «Вега» | 2 место | Кашицина Ольга г. Москва 2.00/55/11.25        | Сергеева Карина г. Рыбинск 6110    | Гибинска Александра г. Москва 43.4     | Сергеева Карина г. Рыбинск 1913.78     | Сухотин Дмитрий г. Москва 2.00/58/11.25      | Трушечкин Андрей г. Саратов 5060    | Морозов Игорь г. Москва 63.1                 | Сухотин Дмитрий г. Москва 1718.14     |
| 2013 16-18 августа  | д. Брехово Моск.обл. в/л клуб «Вега» | 3 место | Шевкунова Алиса г. Москва 1.00/55/11.25       | Савина Полина г. Рыбинск 5000      | Сергеева Карина г. Рыбинск 36.9        | Гибинска Александра г. Москва 1659.90  | Феоктистов Вадим г. Рыбинск 3.00/58/12.00    | Алентьев Андрей г. Москва 4810      | Сухотин Дмитрий г. Москва 52.3               | Михайлов Максим г. Дубна 1530.37      |
| 2014 17-20 июля     | д. Брехово Моск.обл. в/л клуб «Вега» | 1 место | Кашицина Ольга г. Москва 4.00/55/12.008       | Сергеева Карина г. Рыбинск 7340    | Гибинска Александра г. Москва 44.9     | Кашицина Ольга г. Москва 2129.77       | Мистрюков Александр г. Москва 3.00/58/11.25  | Сухотин Дмитрий г. Москва 6670      | Морозов Игорь г. Москва 62.2                 | Сухотин Дмитрий г. Москва 1808.23     |
| 2014 17-20 июля     | д. Брехово Моск.обл. в/л клуб «Вега» | 2 место | Губаренко Ольга г. Москва 2.25/55/12.00       | Чуракова Татьяна г. Москва 7070    | Кашицина Ольга г. Москва 44.2          | Сергеева Карина г. Рыбинск 1919.97     | Морозов Игорь г. Москва 3.50/58/12.00        | Носачев Евгений г. Москва 6670      | Рянзин Владимир г. Москва 61.7               | Рянзин Владимир г. Москва 1801.97     |
| 2014 17-20 июля     | д. Брехово Моск.обл. в/л клуб «Вега» | 3 место | Комарова Ксения г. Москва 2.00/55/12.00       | Кашицина Ольга г. Москва 5720      | Сергеева Карина г. Рыбинск 34.9        | Гибинска Александра г. Москва 1943.17  | Камышенко Сергей г. Москва 0.50/58/12.00     | Рянзин Владимир г. Москва 5300      | Камышенко Сергей г. Москва 52.4              | Камышенко Сергей г. Москва 1633.22    |
| 2015 23-25 июля     | д. Брехово Моск.обл. в/л клуб «Вега» | 1 место | Шевкунова Алиса г. Москва 2.50/55/11.25       | Чуракова Татьяна г. Москва 7530    | Кашицина Ольга г. Москва 45.8          | Кашицина Ольга г. Москва 2158.94       | Мистрюков Александр г. Москва 1.00/58/11.25  | Николаев Антон г. Рыбинск 6800      | Рянзин Владимир г. Москва 64.5               | Рянзин Владимир г. Москва 1839.42     |
| 2015 23-25 июля     | д. Брехово Моск.обл. в/л клуб «Вега» | 2 место | Кашицина Ольга г. Москва 3.00/55/12.00        | Сергеева Карина г. Рыбинск 6220    | Сергеева Карина г. Рыбинск 40.1        | Сергеева Карина г. Рыбинск 2071.78     | Камышенко Сергей г. Москва 0.50/58/11.25     | Михайлов Максим г. Дубна 6730       | Морозов Игорь г. Москва 63.0                 | Михайлов Максим г. Дубна 1638.67      |
| 2015 23-25 июля     | д. Брехово Моск.обл. в/л клуб «Вега» | 3 место | Губаренко Ольга г. Москва 3.00/55/12.00       | Кашицина Ольга г. Москва 5760      | Савина Полина г. Рыбинск 35.1          | Савина Полина г. Рыбинск 1431.96       | Трушечкин Андрей г. Саратов 2.50/58/12.00    | Микрюков Михаил г. Рыбинск 5530     | Камышенко Сергей г. Москва 50.6              | Камышенко Сергей г. Москва 1598.92    |
| 2016 24-29 июля     | д. Брехово Моск.обл. в/л клуб «Вега» | 1 место | Шевкунова Алиса г. Москва 2.50/55/11.25       | Чуракова Татьяна г. Москва 7500    | Кашицина Ольга г. Москва 45.9          | Кашицина Ольга г. Москва 2240.78       | Мистрюков Александр г. Москва 4.00/58/11.25  | Носачев Евгений г. Москва 6610      | Морозов Игорь г. Москва 62.5                 | Михайлов Максим г. Москва 1607.72     |
| 2016 24-29 июля     | д. Брехово Моск.обл. в/л клуб «Вега» | 2 место | Кашицина Ольга г. Москва 1.25/55/12.00        | Сергеева Карина г. Рыбинск 6870    | Сергеева Карина г. Рыбинск 39.7        | Сергеева Карина г. Рыбинск 2123.76     | Морозов Игорь г. Москва 3.00/58/11.25        | Михайлов Максим г. Москва 6020      | Рянзин Владимир г. Москва 60.6               | Трушечкин Андрей г. Саратов 1555.71   |
| 2016 24-29 июля     | д. Брехово Моск.обл. в/л клуб «Вега» | 3 место | Комарова Ксения г. Москва 0.50/55/12.00       | Кашицина Ольга г. Москва 5740      | Савина Полина г. Москва 35.0           | Савина Полина г. Москва 1651.06        | Сухотин Дмитрий г. Москва 0.50/58/11.25      | Николаев Антон г. Рыбинск 6800      | Михайлов Максим г. Москва 50.0               | Сухотин Дмитрий г. Москва 1467.69     |
| 2017 17-21 августа  | д. Брехово Моск.обл. в/л клуб «Вега» | 1 место | Комарова Ксения г. Москва 1.00/55/11.25       | Чуракова Татьяна г. Москва 7460    | Кашицина Ольга г. Москва 45.5          | Сергеева Карина г. Рыбинск 2282.52     | Мистрюков Александр г. Москва 2.00/58/11.25  | Суслов Григорий г. Москва 6770      | Морозов Игорь г. Москва 60.2                 | Рянзин Владимир г. Москва 1797.45     |
| 2017 17-21 августа  | д. Брехово Моск.обл. в/л клуб «Вега» | 2 место | Кашицина Ольга г. Москва 3.00/55/12.00        | Сергеева Карина г. Рыбинск 6370    | Гибинска Александра г. Москва 41.7     | Кашицина Ольга г. Москва 2228.84       | Камышенко Сергей г. Москва 1.00/58/11.25     | Николаев Антон г. Рыбинск 5240      | Рянзин Владимир г. Москва 59.8               | Сухотин Дмитрий г. Москва 1699.88     |
| 2017 17-21 августа  | д. Брехово Моск.обл. в/л клуб «Вега» | 3 место | Шевкунова Алиса г. Москва 1.50/55/12.00       | Бычаева Елена г. Балаково 5190     | Сергеева Карина г. Рыбинск 40.2        | Жиркова Полина г. Москва 1773.79       | Сидоренко Александр г. Москва 3.50/58/12005  | Носачев Евгений г. Москва 5200      | Арефьев Егор г. Дубна 52.9                   | Суслов Григорий г. Москва 1524.92     |
| 2018 10-12 августа  | д. Брехово Моск.обл. в/л клуб «Вега» | 1 место | Комарова Ксения г. Москва 3.50/55/12.00       | Чуракова Татьяна г. Москва 7230    | Кашицина Ольга г. Москва 43.1          | Сергеева Карина г. Рыбинск 2535.19     | Морозов Игорь г. Москва 2.00/58/11.25        | Носачев Евгений г. Москва 6420      | Морозов Игорь г. Москва 60.3                 | Сухотин Дмитрий г. Москва 2499,37     |
| 2018 10-12 августа  | д. Брехово Моск.обл. в/л клуб «Вега» | 2 место | Медникова Полина г. С-Петербург 3.00/55/12.00 | Сергеева Карина г. Рыбинск 6500    | Савина Полина г. Москва 36.3           | Савина Полина г. Москва 2517.57        | Камышенко Сергей г. Москва 5.25/58/12.00     | Суслов Григорий г. Москва 6320      | Рянзин Владимир г. Москва 56.0               | Суслов Григорий г. Москва 2297,99     |
| 2018 10-12 августа  | д. Брехово Моск.обл. в/л клуб «Вега» | 3 место | Губаренко Ольга г. Москва 2.50/55/12.00       | Политова Варвара г. Москва 5500    | Сергеева Карина г. Рыбинск 34.0        | Трукова Анна г. Москва 2198.38         | Сухотин Дмитрий г. Москва 2.00/58/12.00      | Липатов Сергей г. Москва 6050       | Арефьев Егор г. Дубна 52.4                   | Михайлов Максим г. Москва 2213,21     |
| 2019 22-25 августа  | д. Брехово Моск.обл. в/л клуб «Вега» | 1 место | Шевкунова Алиса г. Москва 3.00/55/11.25       | Чуракова Татьяна г. Москва 6680    | Гибинска Александра г. Москва 42.4     | Кашицина Ольга г. Москва 2726.84       | Камышенко Сергей г. Москва 2.00/58/10.75     | Липатов Сергей г. Москва 6720       | Рянзин Владимир г. Москва 51.9               | Рянзин Владимир г. Москва 2661.27     |
| 2019 22-25 августа  | д. Брехово Моск.обл. в/л клуб «Вега» | 2 место | Комарова Ксения г. Москва 3.00/55/12.00       | Сергеева Карина г. Рыбинск 6610    | Кашицина Ольга г. Москва 41.9          | Сергеева Карина г. Рыбинск 2618.84     | Мистрюков Александр г. Москва 2.00/58/11.25  | Михайлов Максим г. Москва 5940      | Арефьев Егор г. Дубна 49.8                   | Сухотин Дмитрий г. Москва 2555.53     |
| 2019 22-25 августа  | д. Брехово Моск.обл. в/л клуб «Вега» | 3 место | Губаренко Ольга г. Москва 3.00/55/12.00       | Ивашнева Виктория г. Москва 4680   | Позднякова Дарья г. Москва 37.5        | Гибинска Александра г. Москва 2470.17  | Сухотин Дмитрий г. Москва 1.50/58/11.25      | Сухотин Дмитрий г. Москва 5750      | Еланский Павел г. Снежинск 46.1              | Трушечкин Андрей г. Саратов 2046.41   |
| 2020                | Не проводился COVID 2019             |         |                                               |                                    |                                        |                                        |                                              |                                     |                                              |                                       |
| 2021 19-23 августа  | д. Брехово Моск.обл. в/л клуб «Вега» | 1 место | Комарова Ксения г. Москва 4.50/55/12.00       | Чуракова Татьяна г. Москва 6680    | Кашицина Ольга г. Москва 40.0          | Савина Полина г. Москва 2788.31        | Камышенко Сергей г. Москва 3.00/58/12.00     | Липатов Сергей г. Москва 5800       | Рянзин Владимир г. Москва 61.1               | Малиновский Георгий г. Москва 2585.71 |
| 2021 19-23 августа  | д. Брехово Моск.обл. в/л клуб «Вега» | 2 место | Шевкунова Алиса г. Москва 4.00/55/12.00       | Сергеева Карина г. Рыбинск 6180    | Гибинска Александра г. Москва 39.6     | Кашицина Ольга г. Москва 2688.93       | Малиновский Георгий г. Москва 2.50/58/12.00  | Зюрюкин Егор Саратовская обл. 5430  | Арефьев Егор г. Москва 52.6                  | Сухотин Дмитрий г. Москва 2077.92     |
| 2021 19-23 августа  | д. Брехово Моск.обл. в/л клуб «Вега» | 3 место | Кашицина Ольга г. Москва 3.00/55/12.00        | Политова Варвара г. Москва 4850    | Савина Полина г. Москва 37.8           | Грознова Ольга г. Москва 2225.62       | Мартынов Денис г. Москва 1.50/58/12.00       | Феоктистов Вадим г. Рыбинск 5250    | Еланский Павел г. Снежинск 52.3              | Шелешнев Дмитрий г. Москва 1208.71    |